# فيرا رالستون
فيرا رالستون (بالإنجليزية: Vera Ralston)‏ هي متزلجة فنية وممثلة أمريكية (وحملت سابقاً جنسية تشيكوسلوفاكيا)، ولدت في 12 يوليو 1919 في التشيك، وتوفيت في 9 فبراير 2003 بسانتا باربارا في الولايات المتحدة بسبب سرطان.

## وصلات خارجية
- فيرا رالستون على موقع أوليمبيديا (الإنجليزية)
- فيرا رالستون على موقع اللجنة الأولمبية التشيكية (التشيكية)

- فيرا رالستون على موقع IMDb (الإنجليزية)
- فيرا رالستون على موقع ألو سيني (الفرنسية)
- فيرا رالستون على موقع أول موفي (الإنجليزية)
- فيرا رالستون على موقع قاعدة بيانات الأفلام السويدية (السويدية)
- فيرا رالستون على موقع إن إن دي بي (الإنجليزية)
- فيرا رالستون على موقع قاعدة بيانات الفيلم (الإنجليزية)
- فيرا رالستون على موقع كينوبويسك (الروسية)